# Handicap (golf)
Handicap (zkráceně hcp) je číselné vyjádření herní úrovně amatérského golfisty. Na turnajích se používá jako "výhoda" pro méně zkušené hráče, aby také mohli vyhrát. Nejvyšší možný handicap je 54. 

## Změna handicapu
Handicap stoupá či klesá podle aktuálního herního skóre hráče pomocí tzv. stablefordových bodů, což je jeden ze způsobů hry, ve kterém se rány nesčítají za celou hru, ale v jednotlivých jamkách se porovnávají hodnotou závislou na paru jamky, handicapu hráče a obtížností jamky. 
Hcp se golfistovi zvyšuje o kousek , ale snižuje o hodně. Podle nových pravidel se hCP může snižovat i mezi 54 až 36. Může se zvyšovat i snižovat o desetinná i celá čísla.
Handicap se nepoužívá v profesionálním golfu.